# Station Skarszewy
Station Skarszewy is een spoorwegstation in de Poolse plaats Skarszewy.